# Vásárosfalu
Vásárosfalu is een plaats (község) en gemeente in het Hongaarse comitaat Győr-Moson-Sopron. Vásárosfalu telt 153 inwoners (2001).